# İlhan Koman
İlhan Koman (* 17. Juni 1921 in Edirne, Türkei; † 30. Dezember 1986 in Stockholm, Schweden) war einer der bekanntesten und einflussreichsten Bildhauer der Türkei.

## Leben
Koman stammte aus einer der ältesten Künstlerfamilien in Edirne. Nach dem Schulabschluss bewarb er sich an der Akademie der angewandten Künste in Istanbul für die Malereiklasse von Leopold Levy. Während des Studiums der Malerei belegte er zusätzlich den Kurs für Skulpturales Gestalten bei Hadi Bara und Zühtü Müridoglu, in dem sich das erste Mal sein bildhauerisches Talent zeigte. So wechselte er auf Anraten seiner Lehrer in die Bildhauerklasse zu Rudolf Belling, der sein Talent weitergehend förderte.
Nach seinem Abschluss an der Akademie 1946 wohnte Koman drei Jahre in Paris, wo er die Académie Julian besuchte, und er entdeckte für sich neben dem Werk Rodins das Brancusis und Giacomettis. Seine Arbeiten in Stein und Keramik, die in dieser Zeit entstanden, spiegeln die Faszination für deren Werke wider.
Ab 1951 fand er Anstellung als Lehrer an der Akademie in Istanbul, an der er sieben Jahre arbeitete. Seine bekanntesten Arbeiten entstanden ab 1958 in Zusammenarbeit mit dem Architekten Ralph Erskine in Schweden. In dieser Phase entstanden die ersten Außenraumskulpturen, unter anderem für die Expo 58 in Brüssel. Komans Schaffen zeichnet sich über die Jahre hinweg durch seine große Experimentierfreudigkeit aus, insbesondere mit Materialien wie Stahl, Stein und Keramik. Seine Formgebung zeigt die unterschiedlichsten Einflüsse, die sich über antike Formen und Ornamentik bis zu kinetischen Geometrien erstrecken.

## Wirkungsstätten
- 1921–1940: Edirne
- 1940–1947: Istanbul
- 1947–1951: Paris
- 1955–1958: Istanbul
- 1958–1986: Drottningholm, Schweden

## Ausstellungen
- 1948: Galerie „8“, Paris
- 1953: The City Gallery, Istanbul
- 1956: Biennale, Venedig
- 1957: Biennale, Sao Paulo
- 1962: SDS Halle, Malmö
- 1962: Biennale, Venedig
- 1964: Museum für angewandte Kunst, Wien
- 1971: 4. Internationale Ausstellung zeitgenössischer Bildhauerei, Musee Rodin, Paris
- 1976: ARARAT, Moderna Museet, Stockholm
- 1976: Biennale, Venedig
- 1980: Kulturhuset, Stockholm
- 1981: Konkret Kunst II, Galleri Engström, Stockholm

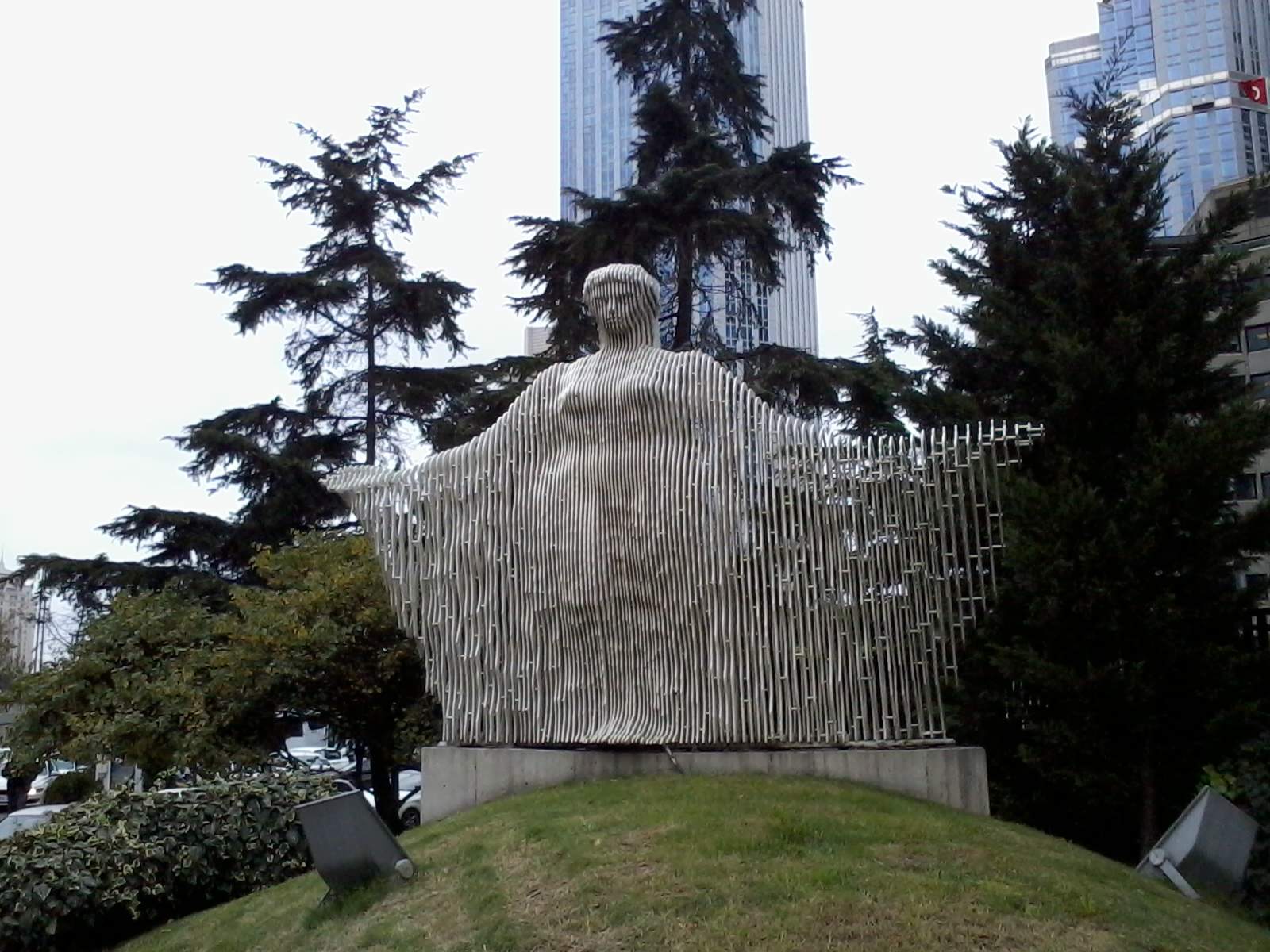
Akdeniz Heykeli (Mittelmeerstatue) im Ortsteil Levent, Istanbul.
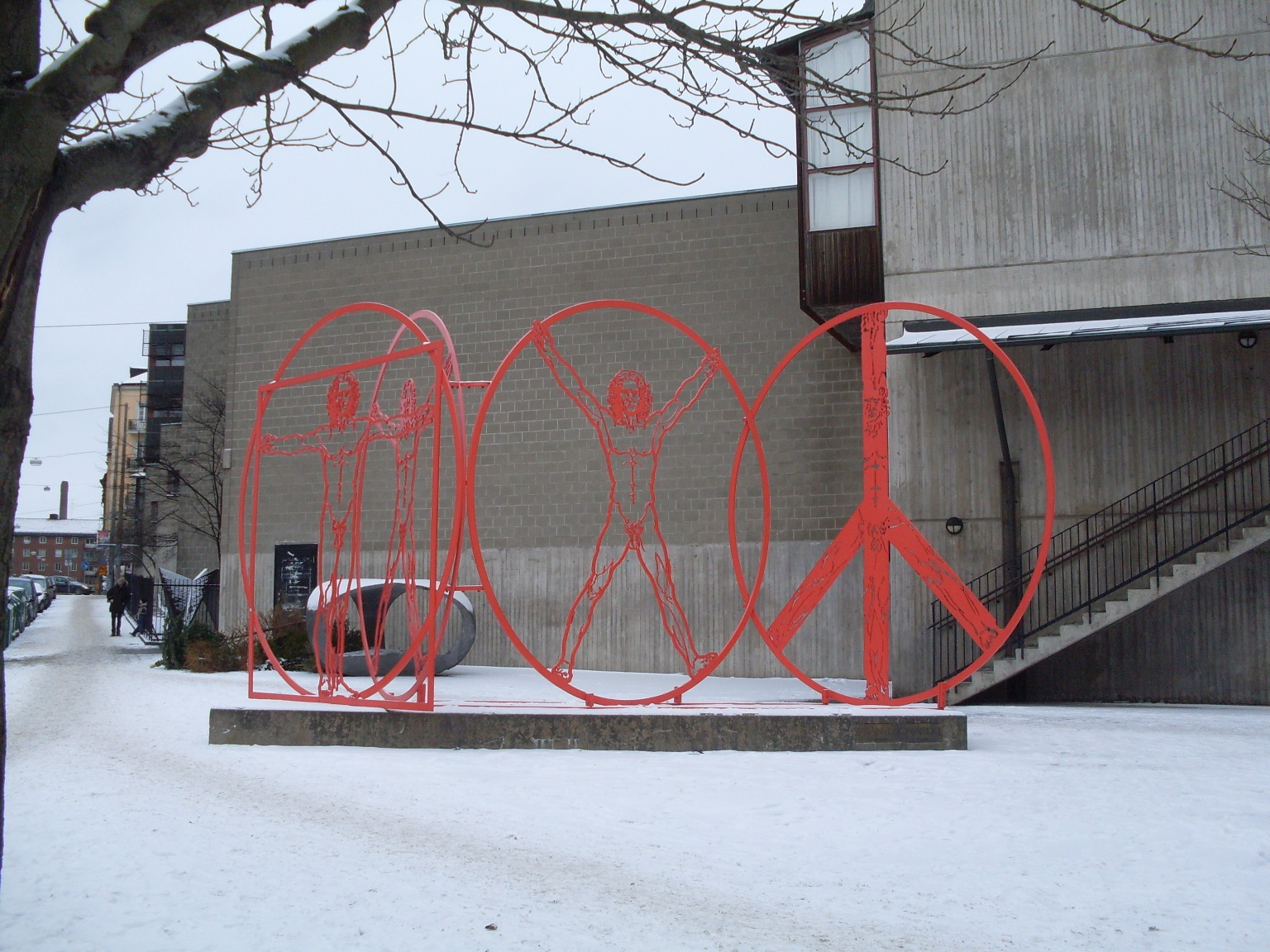
Från Leonardo (Von Leonard), İlhan Koman und Chet Kanra, in Stockholm
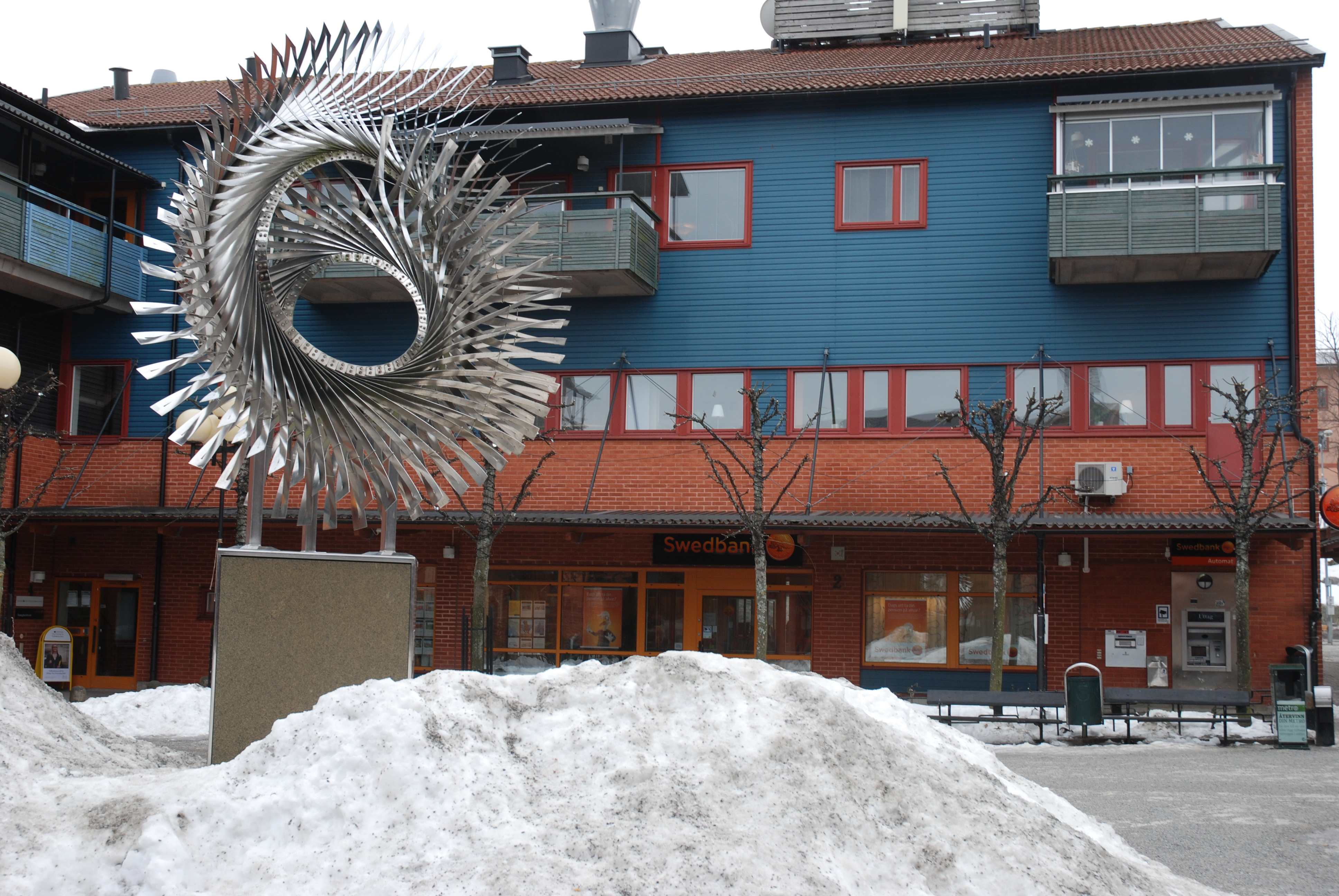
Vattenvirvel (Wasserwirbel) in Ekerö, Schweden.
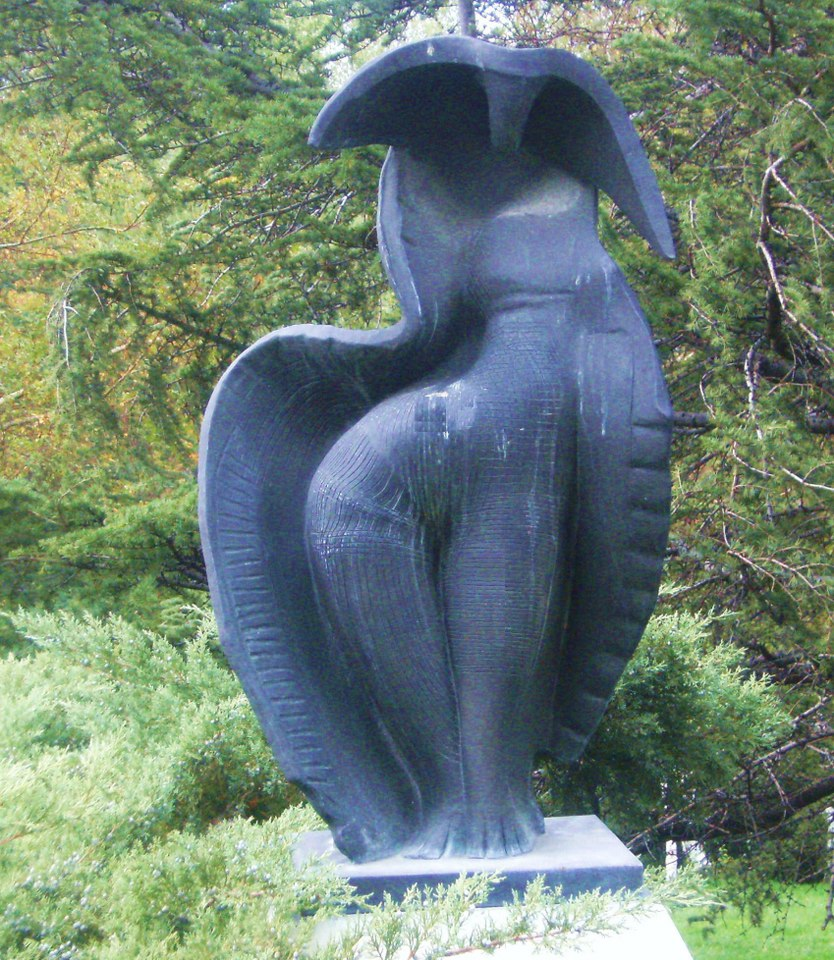
Adsız im Seğmenler Parkı, Ankara.